# 泰爾諾韋 (舊比利斯克區)
49°5′7″N 39°25′13″E / 49.08528°N 39.42028°E
泰爾諾韋（烏克蘭語：Тернове）是位於烏克蘭東部的村莊，由盧甘斯克州舊比利斯克區的比洛沃茨克市鎮負責管轄。該村始建於1952年，面積0.86平方公里，海拔高度182米，2001年人口120，人口密度每平方公里139.5人。